# 塔納格羅河

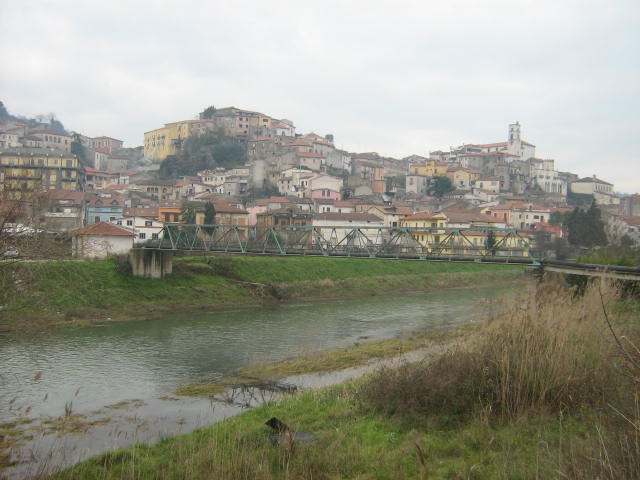

塔納格羅河（義大利語：Tanagro）是意大利的河流，位於該國西南部，河道全長92公里，流域面積1,835平方公里，平均流量每秒20立方米，發源自卡薩爾博諾附近，最終在孔圖爾西泰爾梅附近注入塞萊河。
40°38′N 15°14′E / 40.633°N 15.233°E